# Musée du Touquet-Paris-Plage - Édouard Champion
Le musée du Touquet-Paris-Plage - Édouard Champion est un musée municipal d'art situé au Touquet-Paris-Plage, où sont notamment conservées des œuvres des peintres de l'école d'Étaples. Il est labellisé « musée de France ».

## Localisation

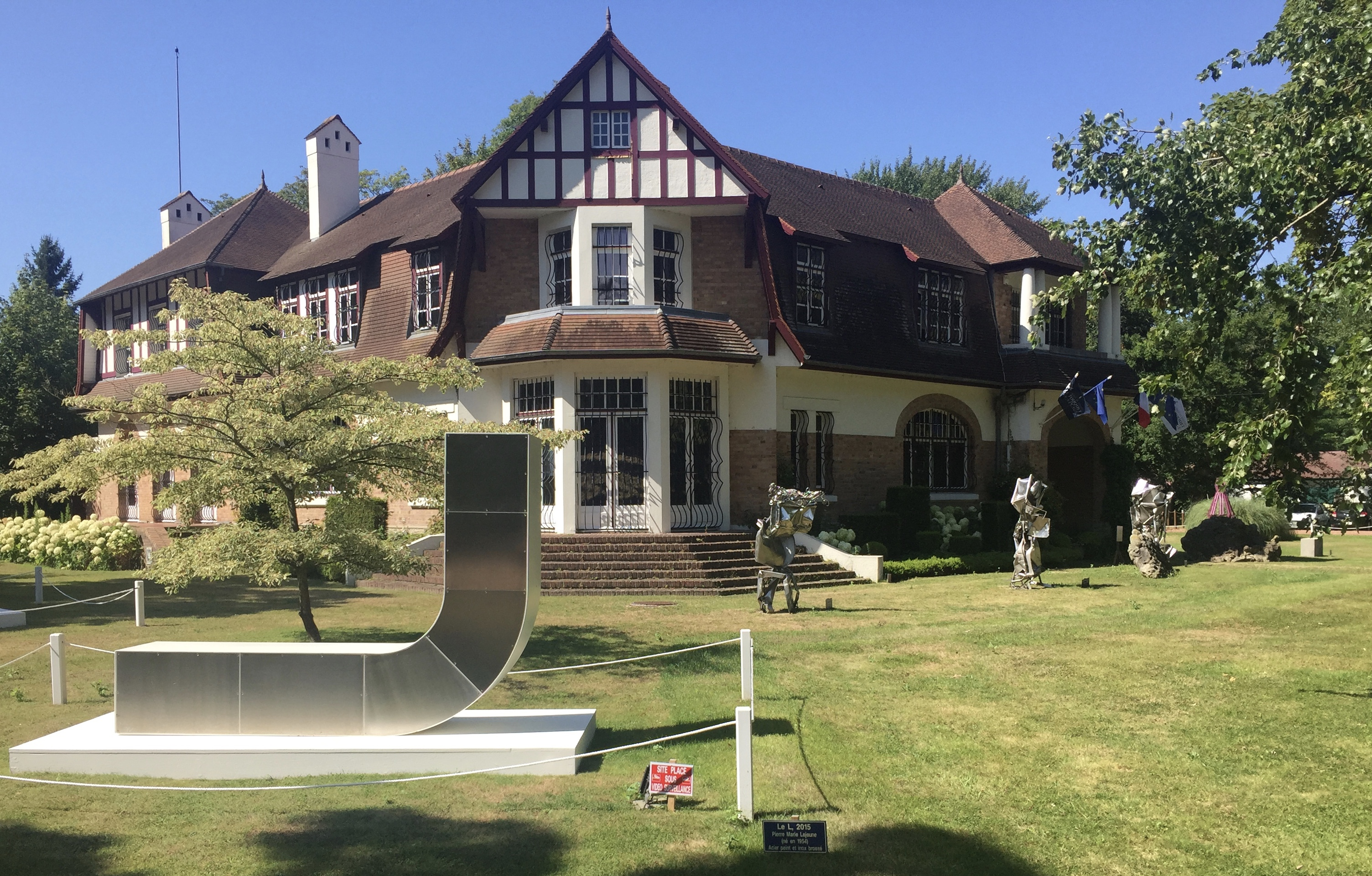

Le musée est situé au 276, avenue du Golf au Touquet-Paris-Plage, à l'angle nord-ouest de l'avenue du Golf et de l'avenue du Château), au cœur de la forêt. Les collections sont conservées dans la villa Way Side, typiquement touquettoise.
Le musée fait partie du réseau des musées du pays du Montreuillois dit « 2P2M », qui regroupe les musées des villes du Touquet-Paris-Plage, Étaples, Montreuil et Berck.

## Historique

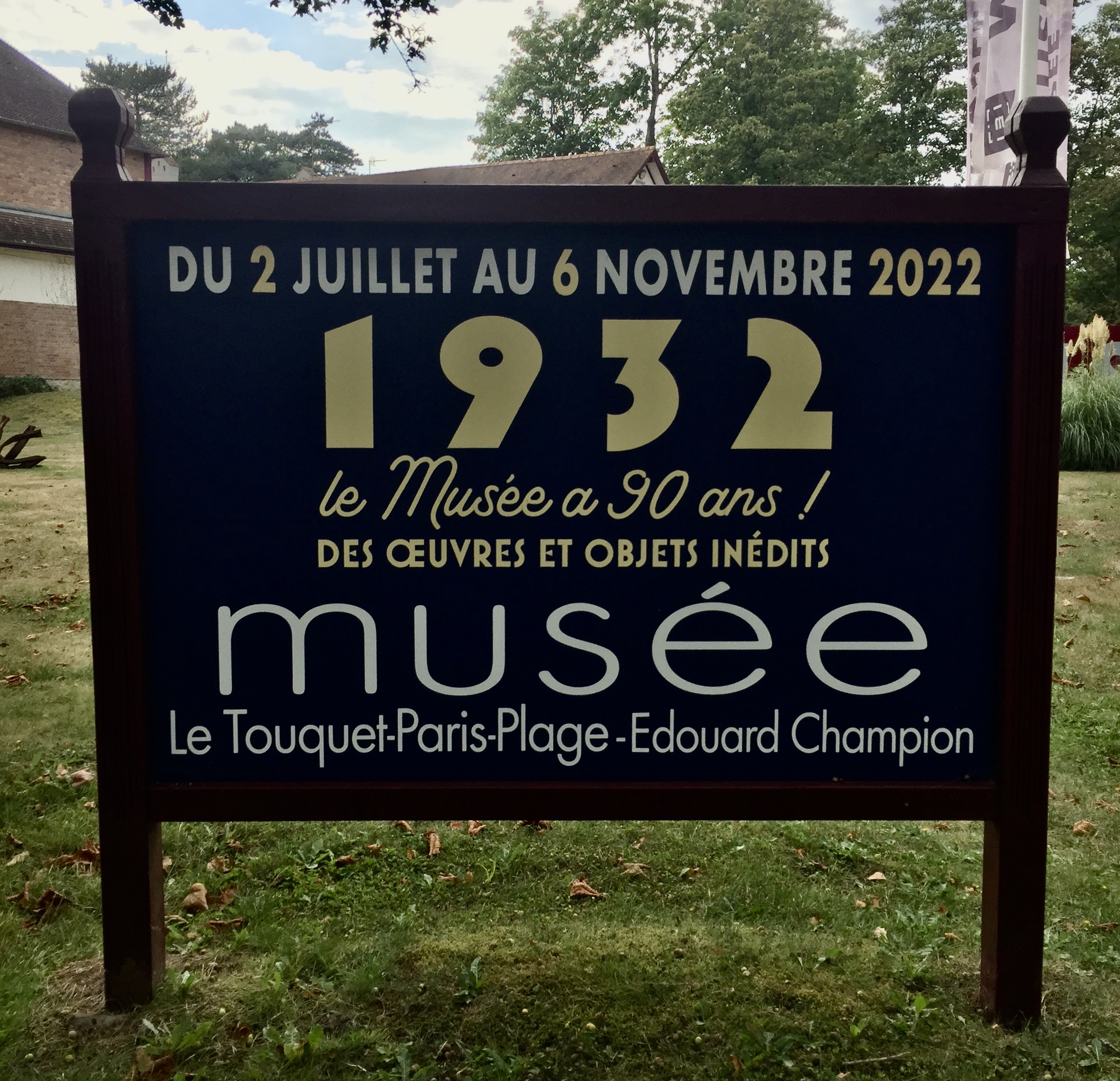
Le musée du Touquet-Paris-Plage Édouard Champion fête ses 90 ans.

À l'occasion de la commémoration du cinquantenaire de la station, le musée du Touquet-Paris-Plage est inauguré le 10 juillet 1932. Ce musée est issu de la volonté et de l'engagement de la Société académique du Touquet-Paris-Plage et d'Édouard Champion, fondateur et premier conservateur du musée. Le musée est installé dans une petite salle qui se trouve au-dessus du péristyle d'entrée de l'hôtel de ville et dans une galerie qui court autour de cette salle un étage plus haut. Lors de la première exposition inaugurale, en plus des documents de la Société académique du Touquet-Paris-Plage retraçant l'histoire de la station, on y découvre des affiches publicitaires vantant la destination Paris-Plage, des œuvres des peintres locaux, comme Jan Lavezzari et des peintres étrangers comme Martin Gwilt Jolley, et enfin les œuvres des peintres de l'« école de Trépied », appellation donnée par Édouard Champion. On y trouve les Anglais William Lee Hankey et Annie L. Simpson, les Australiens Arthur Baker-Clack, les sœurs Alison et Iso Rae et les Américains Myron G. Barlow, Dwight Frederick Boyden (1860-1933) et Chester C. Hayes.
À la suite de cette exposition inaugurale, des œuvres exposées sont offertes par des artistes comme Hankey, Hayes, Wulfart, Pierre Billet et Édouard Lévêque, et vont ainsi constituer le fonds historique du musée. En 1937, les dons d'Eugène Chigot, résidant au Touquet-Paris-Plage, et d'Henri Le Sidaner, tous deux à l'origine de l'École d'Étaples, vont venir enrichir la collection du musée. Henri Le Sidaner fait don d'œuvres de ses amis peintres comme Eugène Lawrence Vail, Frits Thaulow et Henri Duhem. Des descendants d'artistes feront également don d'œuvres comme la petite fille de Frederick De Forrest Schook et la fille de Harry Thompson (1868-1940). Jusqu'au début de la Seconde Guerre mondiale, Édouard Champion n'a de cesse de solliciter ses amis parisiens dont certains feront don de certaines de leurs œuvres au musée ou à Édouard Champion lui-même comme Iso Rae, Lucien Jonas, Sarah Bernhardt, Antoine Bourdelle. En septembre 1937, la veuve de Charles Bernier fait don de 28 aquarelles réalisées par Charles Bernier. À sa mort en 1938, Édouard Champion lègue son fonds d'œuvres d'art, sa documentation et près de 400 portraits photographiques de personnalités presque tous dédicacés. En 1962, Mme Debry-Ioos, fille des propriétaires de l'hôtel Ioos d'Étaples, lieu emblématique de l'école des peintres d'Étaples, fait don de deux œuvres de Francis Edwin Hodge. En 1998, la fondation Bühler-Brockaus fait une donation de deux œuvres, un tableau d'Eugène Boudin et une sculpture de Jules Dalou.
Les collections sont mises à l'abri durant la Seconde Guerre mondiale, derrière un faux mur dans le sous-sol de l'hôtel de ville, puis, grâce au travail de Fernand Holuigue, répertoriant les œuvres, le musée est rouvert en 1963, toujours à l'hôtel de ville. En 1989, il déménage à la  villa Way Side, construite en 1930 sur les plans de l'architecte Henri-Léon Bloch, achetée, par la ville du Touquet-Paris-Plage, sous la mandature de Léonce Deprez. Cette villa avait été transformée en maison de retraite pour médecins. Elle est depuis 1991, le siège du musée du Touquet-Paris-Plage, baptisé, par le conseil municipal après la Seconde Guerre mondiale, « musée Édouard Champion », qui, de nos jours, s'appelle musée du Touquet-Paris-Plage.
En 2021, un projet d'agrandissement du musée est à l'étude.
Au jardin des Arts, des plaques hexagonales créées par l’artiste Alain Godon portent les signatures et les empreintes des mains des artistes accueillis au musée du Touquet-Paris-Plage.
Le 14 février 2022, le musée voit le retour du nom de son fondateur, dans son appellation, et se nomme désormais le musée du Touquet-Paris-Plage - Édouard Champion,.

## Collections
Le musée est riche de plus de 300 œuvres, dont beaucoup sont issues des peintres de l'École d'Étaples (fin XIXe et début XXe siècle), avec notamment des toiles d'Henri Le Sidaner, Eugène Chigot, Iso Rae, Frits Thaulow et Myron G. Barlow.
Il dispose également d'un fonds d'œuvres picturales du XXe siècle, notamment de Victor Vasarely, Olivier Debré et Jean Dubuffet.
En 2022, Carlotta Edwina Gray Hadley, la petite-fille du peintre William Samuel Horton a fait la donation de quatre carnets comprenant 153 croquis. Quatorze œuvres dont six représentant Le Touquet-Paris-Plage.

## Expositions temporaires
Chaque année a lieu, au minimum, une exposition temporaire qui, généralement, est visible durant la saison d'été.
- 1996 : « Histoire et histoires du Touquet ».
- 1997 : 
  - juillet-août : « L'art du sport ou 100 ans de pratiques sportives au Touquet-Paris-Plage ».
  - mai : « Picasso, Matisse, Mirò… les collectionneurs privés exposent ».
- 1998 : « L'affiche balnéaire sur la Côte d'Opale ».
- 1999 : 
  - octobre-décembre : « Louise Bentin, trajectoires ».
  - avril-juin : « Où en est la peinture ? », exposition proposant une étude des différents courants de la peinture contemporaine.
- 2000 : 
  - juillet-août : « Portrait des années folles ».
  - avril-juin : « Photographes en résidence ».
  - janvier-mars : « Les figures du siècle ».
- 2001 :
  - Benoît Rafray, peinture.
  - Irène Darras, peinture et dessin.
- 2002 : Pierre-César Lagage, peinture.
- 2003 : « Mer et Terre d'Opale, peinture et sculpture ».
- 2004 : « Europe, naissance de la modernité, du réalisme au post-impressionnisme chez les peintres français et allemands (1830-1930) ».
- 2005 : « Jean Dubuffet, 1962, et Dubuffet créa L'Hourloupe ».
- 2006 : « Louise Barbu - Trajectoires aléatoires du carré souple[6] ».
- 2007 : « Gabon Passions ».
- 2008 : « Eugène Chigot, de la Côte d'Opale à l'impressionnisme ».
- 2010 : « Célébrités d'hier à aujourd'hui, photographies des collections Édouard Champion et Studio Harcourt (Paris) ».
- 2012 : « Claude Viallat, aux marges de la peinture ».
- 2013 : 
  - « Hommage à Paul Jenkins ».
  - « Alberto Magnelli, œuvre gravé ».
- 2014 : 
  - « Peter Klasen, rétrospective ».
  - « Henri Le Sidaner et ses amitiés artistiques ».
  - « Bernard Buffet : une symphonie de couleur en plus ».
- 2015 : 
  - « Hommage à Ladislas Kijno ».
  - « Robert Combas : la fougue du pinceau ».
- 2016 :
  - « Contempler le silence, promenade dans la donation d'André Le Bozec ».
  - « Paysage/s à travers les collections permanentes ».
- 2017 :
  - « Pras : sans objet ».
  - « Guyomard : rétro et rock ».
  - « Jean-Michel Meurice : l'espace bien tempéré ».
- 2018 :
  - « Hervé Di Rosa : Peintures, Peinture (1978-2018) ».
  - « Impressions nocturnes : Les peintres de la Côte d'Opale à l'aube du XXe siècle ».
- 2019 :
  - « Vasarely : de l'Op art au folklore planétaire ».
  - « Pierre Marie Lejeune : Dessins ↔ Sculptures ».
- 2020 : du 11 juillet au 21 septembre 2020, promenade dans les collections « Niki de Saint Phalle, la liberté à tout prix ».
- 2021 : du 23 octobre 2021 au 22 mai 2022, « Lumière d'Opale, les peintres étrangers de la colonie d'Étaples (1880-1920) ».
- 2022 : du 2 juillet 2022 au 6 novembre 2022, « Le musée a 90 ans ! »[7].
- 2022 : du 10 décembre 2022 au 8 mai 2023, « Godon - Bio » consacré à l'artiste, Alain Godon, dont certaines de ses œuvres sont présentes au Touquet-Paris-Plage.
- 2023 : 
  - du 23 décembre 2023 au 20 mai 2024, « Le Touquet-Paris-Plage s'affiche, 1882 - 2023 », exposition consacrée aux affiches ayant pour thème la station balnéaire.
  - du 17 juin au 5 novembre, « The World of Tomorrow » (le Monde de Demain), JonOne, graffeur et artiste peintre américain[8].
- 2024 : du 19 octobre 2024 au 18 mai 2025, « Le fil d’ariane » de Hom Nguyen[9].

## Service éducatif
Un service éducatif propose toute l'année pour les scolaires et durant les vacances scolaires pour les individuels, des ateliers afin de découvrir les expositions et s'initier aux arts plastiques.

## Distinction
Labellisé « musée de France » en 2003, le musée du Touquet-Paris-Plage obtient la 16e place au classement national des musées de France organisé par Le Journal des arts.

## Pour approfondir

#### Bases de données, dictionnaires et encyclopédies
- Ressource relative au tourisme :   - Muséofile
- Notices d'autorité :   - VIAF
  - BnF (données)
  - GND